# 渚りりか
渚 りりか（なぎさ りりか、1997年8月11日 - ）は、日本の元アイドル、作詞家。大阪府出身。アイドルグループの仮面女子：イースターガールズの初期メンバー。

## 人物
- 担当カラーは黄色[1]。
- 推し界隈名は「りりかぷりずなー」
- 口上は「TL最強」「妄想全開ツイ廃ラッパー」[1]
- 妄想が大好きで、その延長で作詞活動もしている。
- アイドルヲタクであり、指原莉乃の大ファンを公言している。
- アリスプロジェクト入所以前にも東京でアイドル活動をしていたことがある。卒業式では当時の曲からお気に入りの1曲が披露された。
- YouTube Liveにて、MCを務める「渚りりかがスリジエWESTにいろいろきくやつ（仮題）」（第1~6回）、「桜満開！！渚りりかるーむwithスリジエWEST（仮題）」（第7回）が放送された[2][3]。

## 略歴
2015年
- 11月7日、アリスプロジェクト入所
- 12月6日、ステージデビュー @大丸なんば
- 12月18日、仮面女子候補生WESTに昇格 @信長書店

2016年
- 2月25日、1stワンマンライブ @HOLIDAY OSAKA
- 4月2日、2ndワンマンライブ @天王寺パセラ
- 6月19日、3rdワンマンライブ @天王寺パセラ
- 7月31日、4thワンマンライブ、400人動員目標を達成（402人） @amHALL
- 9月4日、5thワンマンライブ @ESAKA MUSE
- 11月3日、6thワンマンライブ、初オリジナル曲「ブルースカイ」の初披露 @amHALL
- 12月6日、常設劇場「仮面女子シアター」がオープン

2017年
- 3月5日、19歳の生誕祭、「未来ノヒカリ」の落ちサビ
- 8月13日、初の作詞曲「君色リフレクション」（スライムガールズWEST）の初披露
- 8月20日、20歳の生誕祭
- 10月12日、高校卒業
- 10月22日、超組閣にて大阪に第四の仮面女子になるイースターガールズの結成が発表、初期メンバーに選ばれる[4]
- 12月31日、候補生WESTを卒業、仮面女子：イースターガールズに昇格

2018年
- 3月10日、「OHHH☆YEAHHH!!!」の落ちサビ
- 3月24日、日本女子プロ野球「京都フローラ」のイメージガールに就任[5]
- 8月18日、21歳の生誕祭
- 8月度、仮面女子ヲタク満足度ナンバー１[6]
- 11月13日、2作目の作詞曲「春風☆プリエール」（スリジエ）の初披露
- 12月15日、大阪南郵便局にて1日郵便局長に就任[7]

2019年
- 1月5日、3作目の作詞曲「無限☆無尽-Belive-」（イースターガールズ）の初披露
- 5月1日、ワンマンライブ「仮面女子の世界」@舞浜アンフィシアター
- 6月4日、卒業発表
- 8月3日、卒業式
- 8月11日、アリスプロジェクト退所

## 作品

### 作詞曲
- 君色リフレクション（スライムガールズWEST）
- 春風☆プリエール（スリジエ）
- 無限☆無尽-Belive-（仮面女子：イースターガールズ）

## 出演

### CM
- 高須クリニック大阪院[8]

### ラジオ
- 高須クリニック presents Yes!ミュージック・カルテ（ABCラジオ）

### テレビ
- おはようコールABC（テレビ朝日）：2016年12月21日
- ニュースリアルKANSAI（テレビ大阪）：2017年3月9日[9]
- ぱちタウンTV with 仮面女子（テレビ大阪）
- ヨエロスン～とことんお尋ネ申す～（SBS静岡放送）：2018年4月27日[10]
- Boat Race Live SUMINOE（BSイレブン）：2018年9月17日
- おやかまっさん（KBS京都テレビ）：2018年11月20日

### YouTube
- 堺動画チャンネル「SAKAI NOW ON SALE!（ギョーザ編・ロック編）」[11]
- mine株式会社[12]

### 書籍
- カススク125 （造形社）：2016年8月号、2017年2月号[13]